# Peter Zinner
Peter Zinner (Wenen, Oostenrijk, 24 juli 1919 - Santa Monica, Californië, 13 november 2007) was een Oostenrijks-Amerikaans filmeditor. Hij was onder andere de editor van films als de eerste twee The Godfather-films en The Deer Hunter.
Zinner werd geboren in een Joods gezin. Hij vluchtte in 1938 met zijn familie voor de nazi's naar de Filipijnen. In 1940 kwam hij terecht in Los Angeles, waar hij als taxichauffeur werkte. Tevens begeleidde hij in kleine bioscoopjes stomme films met de piano.
Bij 20th Century Fox kreeg hij eind jaren veertig een contract als leerling-editor. Vanaf 1962 werkte hij als editor aan verscheidene films, waaronder In Cold Blood uit 1967. Samen met zijn collega William Reynolds deed hij de montage van Francis Ford Coppola's The Godfather (1972). Voor hun bijdrage werden zij genomineerd voor een Academy Award voor Beste Montage. Zinner werkte ook aan het vervolg, The Godfather II, uit 1974.
Voor The Deer Hunter uit 1978 won Zinner de Academy Award voor Beste Montage. Hij zou nog eenmaal genomineerd worden voor deze prijs, voor An Officer and a Gentleman (1982). De politieke thriller The Salamander uit 1981, met Anthony Quinn, Christopher Lee en Claudia Cardinale, was de enige film die hij regisseerde.
Vanaf de jaren tachtig was Zinner tevens werkzaam bij de televisie. Hij won Emmy's voor de montage aan de miniserie "War and Remembrance" (1988) en de televisiefilm Citizen Cohn (1992). De laatste film waar hij aan werkte was Running with Arnold (2006), een documentaire over gouverneur van Californië Arnold Schwarzenegger.
Zinner overleed na een lang ziekbed op 88-jarige leeftijd. Zijn dochter, Katina Zinner, is eveneens filmeditor en werkte enkele malen met haar vader samen.